# Kanjhawala
Kanjhawala è una suddivisione dell'India, classificata come census town, di 8.700 abitanti, situata nel distretto di Delhi Nord Ovest, nello territorio federato di Delhi. In base al numero di abitanti la città rientra nella classe V (da 5.000 a 9.999 persone).

## Geografia fisica
La città è situata a 28° 43' 36 N e 77° 00' 09 E.

## Società

### Evoluzione demografica
Al censimento del 2001 la popolazione di Kanjhawala assommava a 8.700 persone, delle quali 4.729 maschi e 3.971 femmine. I bambini di età inferiore o uguale ai sei anni assommavano a 1.394, dei quali 794 maschi e 600 femmine. Infine, coloro che erano in grado di saper almeno leggere e scrivere erano 5.773, dei quali 3.477 maschi e 2.296 femmine.